# Бишмунча
Бишмунча́ (тат. Бишмунча) — село в Альметьевском районе Татарстана, административный центр Бишмунчинского сельского поселения.

## География
Село находится в Восточном Закамье, в 7,7 км к востоку от районного центра, города Альметьевска.

## История
В материалах II ревизии (1747 г.) «в деревне Бишмунчи, что на речке самой вершины Камы» были учтены 6 душ мужского пола. Те же 6 душ ясачных татар, проживавших «в деревне Бишмунчи, Вершины Камы тож», были зафиксированы в документах III ревизии (1762 г.). Еще 39 душ ясачных татар относились к команде старшины Надыровской волости Есупа (Юсупа) Надырова. Во время IV ревизии (1782 г.), материалы которой сохранились не полностью, в деревне Бишмунча были учтены лишь 2 души мужского пола. Еще 6 душ были записаны в деревне «Бишмунчи, самой Камы Вершины тож». По той же ревизии в селении были учтены 48 душ тептярей команды Юсупа Надырова. 
В 1795 году всего учтено 324 души мужского пола, в том числе в 8 дворах — 41 башкир, в 30 домах — 232 тептяря, в 3 домах — 24 ясачных татарина, в 3 дворах — 16 служилых татар. В 1816 году при 10 дворах проживало 45 башкир-припущенников, которые переселились из «Байлярской волости Мензелинского уезда из деревни Муртыш Тамак». Тептяри поселились «на башкирской земле по указу Правительствующего Сената от 19 июня 1749 г.».
В «Списке населенных мест по сведениям 1859 года», изданном в 1864 году, населённый пункт упомянут как казённая и башкирская деревня Бишмунча 1-го стана Бугульминского уезда Самарской губернии. Располагалась при речке Камке, по правую сторону Казанского почтового тракта из Бугульмы в Чистое Поле, в 35 верстах от уездного города Бугульмы и в 15 верстах от становой квартиры в казённой и башкирской деревне Альметева (Альметь-муллина). В деревне в 137 дворах жили 1082 человек (526 мужчин и 556 женщин). Была мечеть.
Согласно «Сведениям земского учета 1900–1901 годов» в селе проживали 351 башкир (69 дворов) и 1555 тептярей (296 дворов).

## Население
Численность населения
| 1795          | 1859 | 1889 | 1897 | 1910 | 1920 | 1926 | 1938 | 1949 | 1958 | 1970 | 1979 | 1989 | 2002 | 2010 | 2015 |
| ------------- | ---- | ---- | ---- | ---- | ---- | ---- | ---- | ---- | ---- | ---- | ---- | ---- | ---- | ---- | ---- |
| 324 души м.п. | 1082 | 1598 | 2038 | 2887 | 2377 | 2177 | 1801 | 1208 | 1099 | 1061 | 930  | 700  | 796  | 903  | 860  |

Национальный состав
Согласно результатам переписи 2002 года, в национальной структуре населения села татары составляли 94%.

### Комментарии
1. ↑  Расстояние измерено с помощью инструментария Яндекс.Карты